# Pero cinerea
Pero cinerea là một loài bướm đêm trong họ Geometridae.